# آبزیم
آبزیم (برگرفته شده از آنتی‌بادی و آنزیم) که همچنین (catmab(catalyc monoclonal antibody و آنتی‌بادی کاتالیک نیز نامیده می‌شود، یک آنتی‌بادی مونوکلونال با فعالیت کاتالیکی است. آبزیم‌ها معمولاً در آزمایشگاه‌های ایمن حیوانات علیه هاپتن‌های سنتتیک برمی‌آیند اما بعضی آبزیم‌های طبیعی ممکن است در بدن انسان‌ها یافت می‌شوند. (اتوآنتی بادی‌های پپتید روده‌ای آنتی وازو-اکتیو) و در بیماران خودایمنی همانند اریتماتوز جلدی سیستمیک به دی‌اِن‌اِی متصل شده و آن را تجزیه می‌کنند. تا به امروز آبزیم‌ها تنها به‌صورت ضعیف، با فعالیت کاتالیکی متوسط و بدون استفاده عملی ثابت شده‌ای پدید آمده‌اند. اما آن‌ها موضوعی از علاقهٔ علمی قابل توجهی هستند. مطالعهٔ آن‌ها بینش مهمی در مکانیسم‌های واکنش، ساختار و عملکرد آنزیم، کاتالیز و سیستم ایمنی به همراه داشته‌است. آنزیم‌ها با کاهش انرژی فعال سازی وضعیت گذار یک واکنش عمل می‌کنند؛ بدین وسیله که تشکیل یک واسطهٔ مولکولی کمتر مطلوب میان واکنشگر(ها) و محصول(ها) را قادر می‌سازند. اگر یک آنتی‌بادی به گونه‌ای سازمان یابد که به مولکولی که از لحاظ ساختاری و الکترونیکی مشابه وضعیت گذار واکنش شیمیایی داده شده‌است، متصل شود؛ آنتی‌بادی سازمان یافته به وضعیت گذار متصل شده تثبیت می‌گردد و درست همانند یک آنزیم طبیعی انرژی فعال‌سازی واکنش را کاهش داده و در نتیجه واکنش را کاتالیز می‌کند. با بارآوردن یک آنتی‌بادی برای اتصال به یک وضعیت گذار پایدار قابل مقایسه، نوع نو و منحصر به‌فردی از آنزیم تولید می‌شود. تاکنون تمام آنتی‌بادی‌های کاتالیکی تولید شده تنها به‌صورت متوسط، با فعالیت آنزیمی ضعیف پدید آمده‌اند. دلیل پایین بودن فعالیت کاتالیکی این آنزیم‌ها به‌صورت گسترده‌ای موردبحث قرار گرفته‌است. فرصت‌ها نشان می‌دهند که فاکتورهای خارج از جایگاه اتصال می‌توانند نقش مهمی، به ویژه از راه پروتئین‌های پویا داشته باشند. بعضی آبزیم‌ها طراحی شده‌اند تا از یون‌های فلزی و دیگر کوفاکتورها برای افزایش فعالیت کاتالیکی خود استفاده کنند.

## تاریخچه
امکان کاتالیز یک واکنش با استفاده از یک آنتی‌بادی که به وضعیت گذار متصل می‌شود نخستین بار توسط ویلیام پ. جنکز در سال ۱۹۶۹ مطرح شد. در سال ۱۹۹۴ پیتر ج. شولز و ریچارد آ. لرنر به علت ساماندهی آنتی‌بادی‌های کاتالیکی برای بسیاری از واکنش‌ها و محبوب ساختن مطالعهٔ خویش در قالب زیرمجموعه‌ای قابل توجه از آنزیم‌شناسی، موفق به دریافت جایزهٔ معتبر wolf prize in chemistry گشتند.

## درمان پنهانی اِچ‌آی‌وی
در ژوئن ۲۰۰۸ موضوع نشریهٔ خودایمنیکه پژوهشگران آن س. پلانک، س. پاول و یاسوهیرو نیشیاما، دکتراهای دانشگاه علوم پزشکی تگزاس واقع در هیوستون بودند، اعلان کردند که آبزیمی را ساخته‌اند که می‌تواند ناحیهٔ سوپر-آنتی‌ژنی جایگاه اتصال gp120CD4 را تجزیه کند. این یکی از قسمت‌های پوشش خارجی ویروس اچ آی وی است که عوض نمی‌شود زیرا محل ضمیمه شدن به لنفوسیتT، سلول کلیدی در ایمنی سلولی واسط، است. بار اول در اثر اچ آی وی مبتلایان آنتی‌بادی‌هایی را برای قسمت‌های بسیار متغیر پوشش ویروسی می‌سازند. آنتی‌بادی غیرفعال است زیرا ویروس این قابلیت را دارد که پوششهای خود را به سرعت تغییر دهد. چون پروتئین gp120 جهت حمله برای ویروس ضروری است در کشش‌های مختلف عوض نمی‌شود و به‌عنوان یک نقطهٔ آسیب‌پذیری در میان کل محدودهٔ جمعیت متنوع اچ‌آی‌وی است. آبزیم فراتر از اتصال به جایگاه را انجام می‌دهد، به‌صورت کاتالیکی جایگاه را نابود کرده با تفسیر ویروس راکد می‌تواند به دیگر ویروس‌های اچ‌آی‌وی حمله کند. یک مولکول مستقل آبزیم می‌تواند هزاران ویروس اچ‌آی‌وی را نابود کند.